# Aknasjen
Aknasjen (Armeens: Ակնաշեն) is een plaats in Armenië. Deze plaats ligt in de marzer (provincie) Armavir. Deze plaats ligt 22 kilometer (hemelsbreed) van de Jerevan (de hoofdstad van Armenië) af. 